# Batalla de Cízic
La batalla de Cízic va ser un enfrontament militar ocorregut l'any 193 entre les forces de Septimi Sever, que va resultar vencedor i el seu rival per l'Imperi, Pescenni Níger.

## Antecedents
La contesa va succeir en el context de l'Any dels cinc emperadors, un període tumultuós de l'Imperi Romà, quan l'emperador Pertinax va ser assassinat per la Guàrdia Pretoriana. Els pretorians van organitzar una subhasta pel tron que va ser guanyada per Didi Julià, el millor postor, que es va proclamar emperador. Malgrat tot, el tron tenia tres altres pretendents, Septimi Sever, Pescenni Níger (el governador de Síria) i Clodi Albí (governador de Britànnia).
Septimi Sever va marxar cap a Roma on, després d'ocupar Ravenna, va obtenir el suport dels pretorians i altres antics aliats de Didi, que va acabar decapitat. Després va aliar-se amb Albí i va continuar la seva marxa fins a entrar en combat amb Pescenni prop de Cízic a l'Àsia Menor.

## Batalla
Les poderoses legions germàniques de Sever, comandades per Tiberi Claudi Càndid, es desplaçaren ràpidament cap a l'orient, però Pescenni havia assegurat el control de Bizanci, destacant Emilià Asel·le i les seves tropes en la defensa de la costa meridional del Mar de Màrmara, per tal d'impedir el pas de les tropes de Sever. Claudi Càndid, però, va ordenar el pas de l'estret de Bòsfor i va iniciar una batalla amb Emilià, que va resultar mort durant l'enfrontament. Pescenni, sota el setge del general i més tard historiador Mari Màxim, es va veure obligat a retirar-se i refugiar-se a Nicea, on tindria lloc la batalla de Nicea.